# Viktor von Dewitz (Politiker)
Karl Gustav Viktor von Dewitz (* 29. November 1853 in Farbezin, Kreis Naugard; † 7. Mai 1921 in Stettin) war ein preußischer Rittergutsbesitzer und Politiker.

## Leben
Viktor von Dewitz stammte aus der mecklenburgisch-pommerschen uradligen Familie von Dewitz aus dem Haus Farbezin. Seine Eltern waren Klara von Bormann (* 1828; † 1890) und Gustav von Dewitz-Farbezin (* 1825; † 1895). Er wurde als zweiter Sohn im Minorat Besitzer des Rittergutes Farbezin im hinterpommerschen Kreis Naugard. In der preußischen Armee brachte er es bis zum Major und diente u. a. im Leib-Garde-Husaren-Regiment. Er war Rechtsritter des Johanniterordens.
Von 1900 bis 1920 gehörte er für den Wahlkreis Naugard im Regierungsbezirk Stettin dem Provinziallandtag der Provinz Pommern an (27. bis 49. Provinziallandtag). Im Jahre 1903 wurde er auf Präsentation des alten und des befestigten Grundbesitzes im Landschaftsbezirk Herzogtum Stettin Mitglied des Preußischen Herrenhauses auf Lebenszeit; nach der Novemberrevolution 1918 wurde das Preußische Herrenhaus aufgelöst. 1919/1920 war er Vorsitzender des Provinziallandtags (47. und 48. Provinziallandtag).
Er blieb unvermählt und starb 1921 infolge eines Herzinfarktes. Das 900 ha Gut Farbezin erbte der älteste Sohn seines älteren Bruders Werner von Dewitz auf Cramonsdorf, sein Neffe Heinrich von Dewitz, vermählt mit Elisabeth von Brockhausen.